# 懷恩蘭 (加利福尼亞州)
懷恩蘭（英語：Wineland）是位於美國加利福尼亞州弗雷斯諾縣的一個非建制地區。該地的面積和人口皆未知。

## 地理
懷恩蘭的座標為36°32′30″N 119°35′01″W / 36.54167°N 119.58361°W，而該地的平均海拔高度為94米（即308英尺）。